# Ligue 1 (2016/2017)/Wyniki spotkań – runda jesienna

## Runda jesienna (12 sierpnia – 21 grudnia, 18 stycznia, 5 kwietnia)
Źródło:

### 1. kolejka (12 sierpnia – 14 sierpnia)
| 12 sierpnia 2016 20:00 | Bastia                                             | 0:1(0:0)Raport | Paris Saint-Germain · 74' Kurzawa                   | Stade Armand Cesari, Bastia Widzów: 13 122 Sędzia: Frank Schneider (Alzacja) |
|                        | kartki: · Cahuzac 22' · Squillaci 71' · Leca 90+3' |                | kartki: · 35' Motta · 90+3' Kurzawa · 90+3' Matuidi |                                                                              |

| 12 sierpnia 2016 20:30 | AS Monaco · Fabinho 71' (k.) · Silva 84'        | 2:2(0:2)Raport | EA Guingamp · 29' Diallo · 37' Privat                     | Stadion Ludwika II, Monako Widzów: 8 019 Sędzia: Jérôme Miguelgorry (Akwitania) |
|                        | kartki: · Mendy 32' · Dirar 65' · Fabinho 90+4' |                | kartki: · 12' Ikoko · 14' Diallo · 70' Blas · 76' Kerbrat |                                                                                 |

| 13 sierpnia 2016 17:00 | Girondins Bordeaux · Laborde 13' · Rolán 57' · Malcom 72' | 3:2(1:0)Raport | AS Saint-Étienne · 81' Hamouma · 89' Søderlund | Stade Matmut-Atlantique, Bordeaux Widzów: 34 212 Sędzia: Lionel Jaffredo (Bretania) |
|                        | kartki: · Touré 80'                                       |                | kartki: · 40' Tannane · 71' Perrin             |                                                                                     |

| 13 sierpnia 2016 20:00 | SM Caen · Rodelin 32' · Santini 43', 87' | 3:2(2:2)Raport | Lorient · 5', 19' (k.) Moukandjo                 | Stade Michel d’Ornano, Caen Widzów: 16 920 Sędzia: Johan Hamel (Langwedocja-Roussillon) |
|                        | kartki: · Yahia 86'                      |                | kartki: · 22' Le Goff · 26' Touré · 85' Selemani |                                                                                         |

| 13 sierpnia 2016 20:00 | Dijon FCO | 0:1(0:0)Raport | FC Nantes · 49' Thomsen           | Stade Gaston Gérard, Dijon Widzów: 9 236 Sędzia: Karim Abed (Méditerranée) |
|                        |           |                | kartki: · 67' Iloki · 73' Thomsen |                                                                            |

| 13 sierpnia 2016 20:00 | FC Metz · Erdinç 56', 76' (k.) · Jouffre 88' (k.) | 3:2(0:1)Raport | Lille OSC · 35', 70' Lopes         | Stade Municipal Saint-Symphorien, Metz Widzów: 17 174 Sędzia: Mikael Lesage (Dolna Normandia) |
|                        | kartki: · Doukouré 45' · Cohade 80'               |                | kartki: · 29' Obbadi · 87' Enyeama |                                                                                               |

| 13 sierpnia 2016 20:00 | Montpellier HSC · Boudebouz 8' | 1:0(1:0)Raport | Angers SCO                         | Stade de la Mosson, Montpellier Widzów: 10 389 Sędzia: Bartolomeu Varela (Bretania) |
|                        | kartki: · Mounié 76'           |                | kartki: · 21' Thomas · 39' Capelle |                                                                                     |

| 14 sierpnia 2016 15:00 | Nancy                                                             | 0:3(0:2)Raport | Olympique Lyon · 33', 44', 90+2' Lacazette | Stade Marcel Picot, Tomblaine Widzów: 18 885 Sędzia: Amaury Delerue (Akwitania) |
|                        | kartki: · Cuffaut 27' · N'Guessan 40' · Muratori 43' · Badila 78' |                | kartki: · 29' N’Koulou · 35' Rafael        |                                                                                 |

| 14 sierpnia 2016 17:00 | OGC Nice · Sarr 60' | 1:0(0:0)Raport | Stade Rennes         | Allianz Riviera, Nicea Widzów: 19 075 Sędzia: Antony Gautier (Nord-Pas-de-Calais) |
|                        |                     |                | kartki: · 32' Mendes |                                                                                   |

| 14 sierpnia 2016 20:45 | Olympique Marsylia                            | 0:0Raport | Toulouse FC            | Orange Vélodrome, Marsylia Widzów: 37 364 Sędzia: Benoît Millot (Île-de-France) |
|                        | kartki: · Diaby 26' · Dória 58' · Cabella 83' |           | kartki: · 70' Toivonen |                                                                                 |

### 2. kolejka (19 sierpnia – 21 sierpnia)
| 19 sierpnia 2016 20:45 | Olympique Lyon · Lacazette 31' (k.), 90+6' (k.)            | 2:0(1:0)Raport | SM Caen                                                                 | Parc OL, Décines-Charpieu Widzów: 41 171 Sędzia: Benoît Millot (Île-de-France) |
|                        | kartki: · Yanga-Mbiwa 69' · Lacazette 87' · Gonalons 90+4' |                | kartki: · 28' Dabo · 30' Santini · 90+1' Malbranque · 90+5' Ben Youssef |                                                                                |

| 20 sierpnia 2016 17:00 | FC Nantes                               | 0:1(0:1)Raport | AS Monaco · 25' Boschilia                                     | Stade de la Beaujoire, Nantes Widzów: 25 908 Sędzia: Stéphane Lannoy (Nord-Pas-de-Calais) |
|                        | kartki: · Gillet 83' · Diego Carlos 89' |                | kartki: · 33' Tisserand · 87' Glik · 89' Subašić · 90+2' Jean |                                                                                           |

| 20 sierpnia 2016 20:00 | Angers SCO              | 0:1(0:1)Raport | OGC Nice · 4' Pléa                   | Stade Jean Bouin, Angers Widzów: 10 142 Sędzia: Jérôme Miguelgorry (Akwitania) |
|                        | kartki: · Bourillon 16' |                | kartki: · 49' Henrique · 78' Pereira |                                                                                |

| 20 sierpnia 2016 20:00 | Lille OSC · Sankharé 87' | 1:0(0:0)Raport | Dijon FCO                         | Stade Pierre-Mauroy, Villeneuve-d’Ascq Widzów: 25 548 Sędzia: Olivier Thual (Akwitania) |
|                        | kartki: · Palmieri 70'   |                | kartki: · 41' Marié · 62' Balmont |                                                                                         |

| 20 sierpnia 2016 20:00 | Lorient                                                             | 0:3(0:2)Raport | Bastia · 25' Saint-Maximin · 38', 81' Crivelli              | Stade du Moustoir, Lorient Widzów: 10 256 Sędzia: Amaury Delerue (Akwitania) |
|                        | kartki: · NDong 30' · Philippoteaux 64' · Mesloub 66' · Jeannot 77' |                | kartki: · 7' Mostefa · 35' Diallo · 44' Marange · 66' Djiku |                                                                              |

| 20 sierpnia 2016 20:00 | Stade Rennes · Gourcuff 23' · Sio 81'                        | 2:0(1:0)Raport | Nancy                               | Roazhon Park, Rennes Widzów: 20 705 Sędzia: Mikael Lesage (Dolna Normandia) |
|                        | kartki: · Sio 40' · André 58' · Henrique 63' · Fernandes 67' |                | kartki: · 21' Muratori · 28' Cétout |                                                                             |

| 20 sierpnia 2016 20:00 | Toulouse FC · Diop 3' · Jullien 9' · Braithwaite 67', 82' | 4:1(2:0)Raport | Girondins Bordeaux · 90' Thelin                                    | Stadium Municipal, Tuluza Widzów: 19 258 Sędzia: Tony Chapron (Rodan-Alpy) |
|                        | kartki: · Yago 37'                                        |                | kartki: · 3' Ménez · 66' Ounas · 79', 90+3' Pallois · 81' Toulalan |                                                                            |

| 21 sierpnia 2016 15:00 | EA Guingamp · Salibur 1' · Sorbon 58' | 2:1(1:0)Raport | Olympique Marsylia · 78' Thauvin | Stade du Roudourou, Guingamp Widzów: 16 056 Sędzia: Benoît Bastien (Lotaryngia) |
|                        |                                       |                | kartki: · 22' Dória              |                                                                                 |

| 21 sierpnia 2016 17:00 | AS Saint-Étienne · Monnet-Paquet 47' · Saint-Louis 50' · Berić 85' | 3:1(0:1)Raport | Montpellier HSC · 23' Mounié | Stade Geoffroy-Guichard, Saint-Étienne Widzów: 23 661 Sędzia: Ruddy Buquet (Pikardia) |
|                        | kartki: · Karamoko 56'                                             |                | kartki: · 80' Ninga          |                                                                                       |

| 21 sierpnia 2016 20:45 | Paris Saint-Germain · Lucas 52' · Kurzawa 67' · Verratti 90+4' | 3:0(0:0)Raport | FC Metz                | Parc des Princes, Paryż Widzów: 46 011 Sędzia: François Letexier (Bretania) |
|                        | kartki: · Aurier 31'                                           |                | kartki: · 54' Mandjeck |                                                                             |

### 3. kolejka (26 sierpnia – 28 sierpnia)
| 26 sierpnia 2016 20:45 | Olympique Marsylia · Cabella 19' · Gomis 70' | 2:0(1:0)Raport | Lorient             | Orange Vélodrome, Marsylia Widzów: 26 193 Sędzia: Antony Gautier (Nord-Pas-de-Calais) |
|                        | kartki: · Hubočan 48'                        |                | kartki: · 51' Touré |                                                                                       |

| 27 sierpnia 2016 17:00 | Dijon FCO · Sammaritano 24' (k.) · Tavares 45+1' · Bahamboula 73' · Lees-Melou 88' | 4:2(2:2)Raport | Olympique Lyon · 20' Tolisso · 37' Lacazette | Stade Gaston Gérard, Dijon Widzów: 10 369 Sędzia: Johan Hamel (Langwedocja-Roussillon) |
|                        | kartki: · Amalfitano 45+2' · Balmont 55'                                           |                | kartki: · 22' N’Koulou · 75' Gonalons        |                                                                                        |

| 27 sierpnia 2016 20:00 | SM Caen · Féret 64' · Bazile 90+3' | 2:0(0:0)Raport | Bastia                                                                           | Stade Michel d’Ornano, Caen Widzów: 15 695 Sędzia: Lionel Jaffredo (Bretania) |
|                        | kartki: · Ben Youssef 58'          |                | kartki: · 60' Mostefa · 65' Crivelli · 68' Bifouma · 85' Marange · 88' Squillaci |                                                                               |

| 27 sierpnia 2016 20:00 | FC Metz · Falette 42' · Milán 89'      | 2:0(1:0)Raport | Angers SCO                                     | Stade Municipal Saint-Symphorien, Metz Widzów: 14 805 Sędzia: Karim Abed (Méditerranée) |
|                        | kartki: · Doukouré 21' · Signorino 86' |                | kartki: · 45+1' Martinez · 87' Ketkeophomphone |                                                                                         |

| 27 sierpnia 2016 20:00 | Montpellier HSC · Congré 22' | 1:1(1:0)Raport | Stade Rennes · 64' Diakhaby     | Stade de la Mosson, Montpellier Widzów: 9 163 Sędzia: Benoît Millot (Île-de-France) |
|                        | kartki: · Vanden Borre 38'   |                | kartki: · 41' Saïd · 59' Mendes |                                                                                     |

| 27 sierpnia 2016 20:00 | Nancy                                     | 0:2(0:0)Raport | EA Guingamp · 59' Diallo · 79' Giresse | Stade Marcel Picot, Tomblaine Widzów: 15 587 Sędzia: Frank Schneider (Alzacja) |
|                        | kartki: · Lenglet 44' · Aït Bennasser 50' |                | kartki: · 39' Coco                     |                                                                                |

| 27 sierpnia 2016 20:00 | OGC Nice · Koziello 3'           | 1:1(1:1)Raport | Lille OSC · 27' Béria               | Allianz Riviera, Nicea Widzów: 16 355 Sędzia: François Letexier (Bretania) |
|                        | kartki: · Béria 49' · Amadou 62' |                | kartki: · 64' Henrique · 82' Bodmer |                                                                            |

| 28 sierpnia 2016 15:00 | Girondins Bordeaux · Rolán 31'     | 1:0(1:0)Raport | FC Nantes                  | Stade Matmut-Atlantique, Bordeaux Widzów: 23 207 Sędzia: Benoît Bastien (Lotaryngia) |
|                        | kartki: · Touré 45+2' · Sabaly 83' |                | kartki: · 53' Diego Carlos |                                                                                      |

| 28 sierpnia 2016 17:00 | AS Saint-Étienne                         | 0:0Raport | Toulouse FC        | Stade Geoffroy-Guichard, Saint-Étienne Widzów: 23 786 Sędzia: Bartolomeu Varela (Bretania) |
|                        | kartki: · Pierre-Gabriel 33' · Pajot 73' |           | kartki: · 87' Blin |                                                                                            |

| 28 sierpnia 2016 20:45 | AS Monaco · Moutinho 13' · Fabinho 45+2' · Aurier 80' (sam.) | 3:1(2:0)Raport | Paris Saint-Germain · 63' Cavani  | Stadion Ludwika II, Monako Widzów: 15 219 Sędzia: Ruddy Buquet (Pikardia) |
|                        | kartki: · Bakayoko 24'                                       |                | kartki: · 27' Cavani · 45+1' Luiz |                                                                           |

### 4. kolejka (9 września – 11 września)
| 9 września 2016 20:45 | Paris Saint-Germain · Lucas 67' (k.)    | 1:1(0:0)Raport | AS Saint-Étienne · 90+3' Berić                              | Parc des Princes, Paryż Widzów: 44 327 Sędzia: Benoît Bastien (Lotaryngia) |
|                       | kartki: · Verratti 25' · Krychowiak 71' |                | kartki: · 39' Selnæs · 56' Saivet · 66' Malcuit · 69' Pogba |                                                                            |

| 10 września 2016 17:00 | Olympique Lyon · Kalulu 2'                        | 1:3(1:1)Raport | Girondins Bordeaux · 33' Malcom · 71' Sertic · 90' Ménez | Parc OL, Décines-Charpieu Widzów: 40 976 Sędzia: Ruddy Buquet (Pikardia) |
|                        | kartki: · Gonalons 67' · Rafael 75' · Ghezzal 85' |                | kartki: · 60' Contento                                   |                                                                          |

| 10 września 2016 20:00 | Angers SCO · Diedhiou 15' · N’Doye 67' · Toko Ekambi 75' | 3:1(1:1)Raport | Dijon FCO · 8' Sammaritano                          | Stade Jean Bouin, Angers Widzów: 9 553 Sędzia: Mikael Lesage (Dolna Normandia) |
|                        | kartki: · Ketkeophomphone 19', 34' · N’Doye 68'          |                | kartki: · 18' Rüfli · 30' Varrault · 48', 51' Marié |                                                                                |

| 10 września 2016 20:00 | Bastia · Diallo 20' · Bengtsson 82'                       | 2:1(1:0)Raport | Toulouse FC · 67' Braithwaite                              | Stade Armand Cesari, Bastia Widzów: 9 966 Sędzia: Benoît Millot (Île-de-France) |
|                        | kartki: · Cioni 17' · Nangis 59' · Bifouma 65' · Leca 68' |                | kartki: · 35' Pi · 52' Yago · 68' Braithwaite · 86' Cafaro |                                                                                 |

| 10 września 2016 20:00 | EA Guingamp · Coco 36' | 1:1(1:1)Raport | Montpellier HSC · 11' Sanson | Stade du Roudourou, Guingamp Widzów: 12 630 Sędzia: Clément Turpin (Burgundia) |
|                        | kartki: · Blas 78'     |                | kartki: · 38' Boudebouz      |                                                                                |

| 10 września 2016 20:00 | Lille OSC · Palmieri 90'                           | 1:4(0:2)Raport | AS Monaco · 2' Sidibé · 17' Traoré · 47' Fabinho · 71' Glik | Stade Pierre-Mauroy, Villeneuve-d’Ascq Widzów: 29 373 Sędzia: Tony Chapron (Rodan-Alpy) |
|                        | kartki: · Palmieri 44' · Bauthéac 76' · Amadou 83' |                | kartki: · 45+1' Bakayoko                                    |                                                                                         |

| 10 września 2016 20:00 | Lorient | 0:2(0:1)Raport | Nancy · 32' Aït Bennasser · 88' Dalé                                        | Stade du Moustoir, Lorient Widzów: 8 323 Sędzia: Olivier Thual (Akwitania) |
|                        |         |                | kartki: · 31' Hadji · 45' Pedretti · 56' Puyo · 84' Guidileye · 85' Cuffaut |                                                                            |

| 11 września 2016 15:00 | FC Nantes                 | 0:3(0:2)Raport | FC Metz · 18', 45+3', 78' (k.) Erdinç                     | Stade de la Beaujoire, Nantes Widzów: 19 438 Sędzia: Jérôme Miguelgorry (Akwitania) |
|                        | kartki: · Vizcarrondo 76' |                | kartki: · 24' Sarr · 26' Nguette · 58' Cohade · 65' Milán |                                                                                     |

| 11 września 2016 17:00 | Stade Rennes · Saïd 47' · Prcić 90+3'  | 2:0(0:0)Raport | SM Caen                | Roazhon Park, Rennes Widzów: 20 584 Sędzia: Amaury Delerue (Akwitania) |
|                        | kartki: · Fernandes 23' · Gourcuff 59' |                | kartki: · 85' Genevois |                                                                        |

| 11 września 2016 20:45 | OGC Nice · Balotelli 7' (k.), 78' · Cyprien 88' | 3:2(1:1)Raport | Olympique Marsylia · 14' Thauvin · 72' (k.) Gomis      | Allianz Riviera, Nicea Widzów: 31 194 Sędzia: Frank Schneider (Alzacja) |
|                        | kartki: · Koziello 71' · Pereira 86'            |                | kartki: · 31' Zambo Anguissa · 66' Dória · 87' Machach |                                                                         |

### 5. kolejka (16 września – 18 września)
| 16 września 2016 20:45 | SM Caen                   | 0:6(0:4)Raport | Paris Saint-Germain · 12', 23' (k.), 38', 45+1' Cavani · 67' Lucas · 79' Augustin | Stade Michel d’Ornano, Caen Widzów: 18 997 Sędzia: Clément Turpin (Burgundia) |
|                        | kartki: · Ben Youssef 22' |                | kartki: · 60' Kimpembe                                                            |                                                                               |

| 17 września 2016 17:00 | AS Monaco · Falcao 42' · Lemar 90', 90+2' | 3:0(1:0)Raport | Stade Rennes      | Stadion Ludwika II, Monako Widzów: 6 149 Sędzia: Frank Schneider (Alzacja) |
|                        | kartki: · Traoré 52'                      |                | kartki: · 52' Sio |                                                                            |

| 17 września 2016 20:00 | Girondins Bordeaux  | 0:1(0:1)Raport | Angers SCO · 38' Toko Ekambi                                  | Stade Matmut-Atlantique, Bordeaux Widzów: 18 129 Sędzia: Olivier Thual (Akwitania) |
|                        | kartki: · Rolán 85' |                | kartki: · 9' Thomas · 45+1' Capelle · 54' Andreu · 88' Michel |                                                                                    |

| 17 września 2016 20:00 | Dijon FCO                                                      | 0:0Raport | FC Metz                                                              | Stade Gaston Gérard, Dijon Widzów: 8 336 Sędzia: Bartolomeu Varela (Bretania) |
|                        | kartki: · Abeid 38' · Abdelhamid 39' · Balmont 51' · Rüfli 59' |           | kartki: · 25', 59' Doukouré · 28' Erdinç · 69' Mandjeck · 89' Mollet |                                                                               |

| 17 września 2016 20:00 | Lorient · Moukandjo 76' (k.)       | 1:0(0:0)Raport | Lille OSC                            | Stade du Moustoir, Lorient Widzów: 8 926 Sędzia: Karim Abed (Méditerranée) |
|                        | kartki: · Bellugou 25' · Touré 72' |                | kartki: · 35' Sankharé · 47' Civelli |                                                                            |

| 17 września 2016 20:00 | Nancy · Puyo 72' | 1:1(0:0)Raport | FC Nantes · 66' Stępiński | Stade Marcel Picot, Tomblaine Widzów: 17 034 Sędzia: Tony Chapron (Rodan-Alpy) |
|                        |                  |                |                           |                                                                                |

| 17 września 2016 20:00 | Toulouse FC · Braithwaite 62' (k.) · Durmaz 66'          | 2:1(0:0)Raport | EA Guingamp · 54' (k.) Briand                                     | Stadium Municipal, Tuluza Widzów: 12 109 Sędzia: Johan Hamel (Langwedocja-Roussillon) |
|                        | kartki: · Yago 44' · Lafont 51' · Bodiger 62' · Blin 88' |                | kartki: · 40' Johnsson · 60' Salibur · 62' Diallo · 90+2' de Pauw |                                                                                       |

| 18 września 2016 15:00 | Montpellier HSC · Boudebouz 67' (k.) | 1:1(0:0)Raport | OGC Nice · 85' Belhanda | Stade de la Mosson, Montpellier Widzów: 12 272 Sędzia: Lionel Jaffredo (Bretania) |
|                        | kartki: · Skhiri 60'                 |                | kartki: · 77' Eysseric  |                                                                                   |

| 18 września 2016 17:00 | AS Saint-Étienne · Hamouma 90+3' (k.) | 1:0(0:0)Raport | Bastia                                                    | Stade Geoffroy-Guichard, Saint-Étienne Widzów: 22 245 Sędzia: François Letexier (Bretania) |
|                        | kartki: · Tannane 65' · Selnæs 83'    |                | kartki: · 6' Leca · 29' Cioni · 76' Nangis · 89' Crivelli |                                                                                            |

| 18 września 2016 20:45 | Olympique Marsylia                                       | 0:0Raport | Olympique Lyon                          | Stade Vélodrome, Marsylia Widzów: 32 482 Sędzia: Antony Gautier (Nord-Pas-de-Calais) |
|                        | kartki: · Hubočan 28' · Zambo Anguissa 77' · Machach 86' |           | kartki: · 68' Tousart · 81' Yanga-Mbiwa |                                                                                      |

### 6. kolejka (20 września – 21 września)
| 20 września 2016 19:00 | Lille OSC · Baša 35'                    | 1:2(1:1)Raport | Toulouse FC · 12', 78' Toivonen                                          | Stade Pierre-Mauroy, Villeneuve-d’Ascq Widzów: 23 323 Sędzia: Jérôme Miguelgorry (Akwitania) |
|                        | kartki: · Bauthéac 45+1' · Bissouma 69' |                | kartki: · 15' Sylla · 20' Yago · 21' Toivonen · 38' Diop · 66' Moubandje |                                                                                              |

| 20 września 2016 21:00 | Paris Saint-Germain · Lang 15' (sam.) · Cavani 27' (k.) · Lucas 67' | 3:0(2:0)Raport | Dijon FCO | Parc des Princes, Paryż Widzów: 42 484 Sędzia: Olivier Thual (Akwitania) |
|                        | kartki: · Kimpembe 57'                                              |                |           |                                                                          |

| 21 września 2016 19:00 | Angers SCO · Ketkeophomphone 12' · Da Silva 54' (sam.) | 2:1(1:0)Raport | SM Caen · 71' Karamoh | Stade Jean Bouin, Angers Widzów: 10 504 Sędzia: François Letexier (Bretania) |
|                        |                                                        |                | kartki: · 30' Féret   |                                                                              |

| 21 września 2016 19:00 | Bastia | 0:0Raport | Nancy | Stade Armand Cesari, Bastia Widzów: 9 139 Sędzia: Johan Hamel (Langwedocja-Roussillon) |
|                        |        |           |       |                                                                                        |

| 21 września 2016 19:00 | EA Guingamp · Briand 64' (k.) | 1:0(0:0)Raport | Lorient                                             | Stade du Roudourou, Guingamp Widzów: 13 175 Sędzia: Benoît Millot (Île-de-France) |
|                        | kartki: · Blas 83'            |                | kartki: · 45+3' Mara · 62' Selemani · 90+2' Moreira |                                                                                   |

| 21 września 2016 19:00 | Olympique Lyon · Fekir 36' (k.), 57' · Tolisso 42', 71' · Cornet 75' | 5:1(2:1)Raport | Montpellier HSC · 4' Sanson       | Parc OL, Décines-Charpieu Widzów: 32 193 Sędzia: Bartolomeu Varela (Bretania) |
|                        |                                                                      |                | kartki: · 8' Poaty · 36' Deplagne |                                                                               |

| 21 września 2016 19:00 | FC Metz                               | 0:3(0:1)Raport | Girondins Bordeaux · 36' Malcom · 71' Laborde · 76' (k.) Thelin | Stade Municipal Saint-Symphorien, Metz Widzów: 15 711 Sędzia: Mikael Lesage (Dolna Normandia) |
|                        | kartki: · Falette 56' · Signorino 69' |                |                                                                 |                                                                                               |

| 21 września 2016 19:00 | FC Nantes                                                            | 0:0Raport | AS Saint-Étienne      | Stade de la Beaujoire, Nantes Widzów: 18 823 Sędzia: Amaury Delerue (Akwitania) |
|                        | kartki: · Lima 25' · Kačaniklić 49' · Walongwa 55' · Vizcarrondo 78' |           | kartki: · 16' Malcuit |                                                                                 |

| 21 września 2016 19:00 | OGC Nice · Baysse 17' · Balotelli 30', 68' · Pléa 86' | 4:0(2:0)Raport | AS Monaco                           | Allianz Riviera, Nicea Widzów: 21 867 Sędzia: Benoît Bastien (Lotaryngia) |
|                        | kartki: · Belhanda 45'                                |                | kartki: · 21' Falcao · 83' Bakayoko |                                                                           |

| 21 września 2016 21:00 | Stade Rennes · Sio 41' · Grosicki 86' (k.) · Hunou 89' | 3:2(1:1)Raport | Olympique Marsylia · 44' (k.), 50' Gomis   | Roazhon Park, Rennes Widzów: 21 583 Sędzia: Ruddy Buquet (Pikardia) |
|                        | kartki: · Fernandes 26'                                |                | kartki: · 56', 65' Machach · 90+3' Cabella |                                                                     |

### 7. kolejka (23 września – 25 września)
| 23 września 2016 20:45 | Toulouse FC · Bodiger 48' (k.) · Durmaz 79'    | 2:0(0:0)Raport | Paris Saint-Germain                                 | Stadium Municipal, Tuluza Widzów: 28 682 Sędzia: Frank Schneider (Alzacja) |
|                        | kartki: · Toivonen 39' · Yago 45' · Durmaz 81' |                | kartki: · 24', 46' Aurier · 48' Matuidi · 75' Motta |                                                                            |

| 24 września 2016 17:00 | Lorient · Cabot 51'            | 1:0(0:0)Raport | Olympique Lyon         | Stade du Moustoir, Lorient Widzów: 10 628 Sędzia: Mikael Lesage (Dolna Normandia) |
|                        | kartki: · Cabot 63' · Cafú 90' |                | kartki: · 82' Valbuena |                                                                                   |

| 24 września 2016 20:00 | Bastia · Crivelli 76'                   | 1:0(0:0)Raport | EA Guingamp                            | Stade Armand Cesari, Bastia Widzów: 9 387 Sędzia: Amaury Delerue (Akwitania) |
|                        | kartki: · Danic 27' · Crivelli 79', 79' |                | kartki: · 29', 38' Marçal · 78' Sorbon |                                                                              |

| 24 września 2016 20:00 | Girondins Bordeaux | 0:0Raport | SM Caen                            | Stade Matmut-Atlantique, Bordeaux Widzów: 17 476 Sędzia: Karim Abed (Méditerranée) |
|                        |                    |           | kartki: · 25' Karamoh · 90' Bessat |                                                                                    |

| 24 września 2016 20:00 | Dijon FCO · Diony 7', 78' · Marié 19' | 3:0(2:0)Raport | Stade Rennes        | Stade Gaston Gérard, Dijon Widzów: 8 148 Sędzia: Sébastien Moreira (Franche-Comté) |
|                        | kartki: · Varrault 13'                |                | kartki: · 34' Prcić |                                                                                    |

| 24 września 2016 20:00 | AS Monaco · Glik 66' · Nwakaeme 76' (sam.) | 2:1(0:0)Raport | Angers SCO · 55' Diedhiou | Stadion Ludwika II, Monako Widzów: 6 019 Sędzia: Jérôme Miguelgorry (Akwitania) |
|                        | kartki: · Fabinho 73'                      |                | kartki: · 74' Nwakaeme    |                                                                                 |

| 24 września 2016 20:00 | Montpellier HSC                   | 0:1(0:1)Raport | FC Metz · 45+2' (k.) Erdinç                   | Stade de la Mosson, Montpellier Widzów: 9 752 Sędzia: Tony Chapron (Rodan-Alpy) |
|                        | kartki: · Hilton 45' · Sanson 67' |                | kartki: · 43' Cohade · 46' Biševac · 76' Hein |                                                                                 |

| 25 września 2016 15:00 | AS Saint-Étienne · Berić 63' · Nordin 72' · Roux 90+2' | 3:1(0:0)Raport | Lille OSC · 80' Civelli                | Stade Geoffroy-Guichard, Saint-Étienne Widzów: 24 700 Sędzia: Benoît Millot (Île-de-France) |
|                        | kartki: · Dabo 41' · Lacroix 78' · Roux 85'            |                | kartki: · 38', 43' Béria · 84' Civelli |                                                                                             |

| 25 września 2016 17:00 | Nancy                                              | 0:1(0:0)Raport | OGC Nice · 60' Pléa  | Stade Marcel Picot, Tomblaine Widzów: 17 580 Sędzia: Antony Gautier (Nord-Pas-de-Calais) |
|                        | kartki: · N'Guessan 11' · Badila 38' · Lenglet 72' |                | kartki: · 24' Bodmer |                                                                                          |

| 25 września 2016 20:45 | Olympique Marsylia · N’Jie 22' · Gomis 53' (k.) | 2:1(1:1)Raport | FC Nantes · 2' Sala                                   | Orange Vélodrome, Marsylia Widzów: 25 121 Sędzia: Lionel Jaffredo (Bretania) |
|                        | kartki: · Zambo Anguissa 21'                    |                | kartki: · 25' Kwateng · 84' Vizcarrondo · 90+2' Harit |                                                                              |

### 8. kolejka (30 września – 2 października)
| 30 września 2016 20:45 | Stade Rennes · Diakhaby 90+2'          | 1:0(0:0)Raport | EA Guingamp                          | Roazhon Park, Rennes Widzów: 26 118 Sędzia: Nicolas Rainville (Langwedocja-Roussillon) |
|                        | kartki: · Hunou 45+2' · Diakhaby 90+2' |                | kartki: · 30' Coco · 39', 64' Diallo |                                                                                        |

| 1 października 2016 17:00 | Paris Saint-Germain · Cavani 3', 30' | 2:0(2:0)Raport | Girondins Bordeaux    | Parc des Princes, Paryż Widzów: 44 949 Sędzia: Antony Gautier (Nord-Pas-de-Calais) |
|                           | kartki: · Meunier 51'                |                | kartki: · 87' Pallois |                                                                                    |

| 1 października 2016 20:00 | SM Caen · Santini 64' (k.) | 1:0(0:0)Raport | Toulouse FC                                                                               | Stade Michel d’Ornano, Caen Widzów: 16 354 Sędzia: Benoît Bastien (Lotaryngia) |
|                           | kartki: · Santini 20'      |                | kartki: · 28' Jullien · 37' Sylla · 52' Michelin · 62' Trejo · 70' Diop · 82' Braithwaite |                                                                                |

| 1 października 2016 20:00 | Dijon FCO · Diony 39' · Vanden Borre 81' (sam.) · Rivière 90' | 3:3(1:2)Raport | Montpellier HSC · 18', 25', 58' Ninga | Stade Gaston Gérard, Dijon Widzów: 8 428 Sędzia: François Letexier (Bretania) |
|                           | kartki: · Gastien 68' · Abeid 88'                             |                | kartki: · 66' Boudebouz · 84' Ninga   |                                                                               |

| 1 października 2016 20:00 | Lille OSC · Éder 75' (k.)         | 1:0(0:0)Raport | Nancy                                             | Stade Pierre-Mauroy, Villeneuve-d’Ascq Widzów: 25 719 Sędzia: Sébastien Desiage (Rodan-Alpy) |
|                           | kartki: · Éder 32' · Bauthéac 85' |                | kartki: · 18' Lenglet · 49' Badila · 74' Chrétien |                                                                                              |

| 1 października 2016 20:00 | FC Metz                                          | 0:7(0:3)Raport | AS Monaco · 8' Lemar · 23' Germain · 40' Silva · 68' (k.) Fabinho · 72', 83' Carrillo · 89' Boschilia | Stade Municipal Saint-Symphorien, Metz Widzów: 19 163 Sędzia: Olivier Thual (Akwitania) |
|                           | kartki: · Biševac 4' · Cohade 32' · Doukouré 60' |                | kartki: · 76' Sidibé                                                                                  |                                                                                         |

| 1 października 2016 20:00 | FC Nantes · Stępiński 18'                                       | 1:0(1:0)Raport | Bastia                                              | Stade de la Beaujoire, Nantes Widzów: 20 129 Sędzia: Bartolomeu Varela (Bretania) |
|                           | kartki: · Sala 38' · Vizcarrondo 61' · Harit 65' · Bammou 90+2' |                | kartki: · 34' Coulibaly · 55' Marange · 65' Mostefa |                                                                                   |

| 2 października 2016 15:00 | Angers SCO · Capelle 90+3' | 1:1(0:0)Raport | Olympique Marsylia · 64' Thauvin | Stade Jean Bouin, Angers Widzów: 14 637 Sędzia: Johan Hamel (Langwedocja-Roussillon) |
|                           | kartki: · Andreu 77'       |                |                                  |                                                                                      |

| 2 października 2016 17:00 | OGC Nice · Pereira 11' · Balotelli 86'                   | 2:1(1:0)Raport | Lorient · 61' Moukandjo                           | Allianz Riviera, Nicea Widzów: 17 816 Sędzia: Ruddy Buquet (Pikardia) |
|                           | kartki: · Sarr 59' · Balotelli 86', 90+1' · Eysseric 87' |                | kartki: · 27' Bellugou · 85' Cafú · 90+1' Moreira |                                                                       |

| 2 października 2016 20:45 | Olympique Lyon · Darder 41' · Ghezzal 89'      | 2:0(1:0)Raport | AS Saint-Étienne      | Parc OL, Décines-Charpieu Widzów: 57 050 Sędzia: Clément Turpin (Burgundia) |
|                           | kartki: · Morel 40' · Valbuena 56' · Ferri 67' |                | kartki: · 33' Lacroix |                                                                             |

### 9. kolejka (14 października – 16 października)
| 14 października 2016 19:00 | Toulouse FC · Trejo 65' · Braithwaite 84', 87' | 3:1(0:1)Raport | AS Monaco · 4' Germain | Stadium Municipal, Tuluza Widzów: 17 602 Sędzia: Lionel Jaffredo (Bretania) |
|                            | kartki: · Braithwaite 21' · Diop 80'           |                | kartki: · 29' Glik     |                                                                             |

| 14 października 2016 20:45 | OGC Nice · Baysse 5' · Seri 76'                    | 2:0(1:0)Raport | Olympique Lyon                                            | Allianz Riviera, Nicea Widzów: 28 139 Sędzia: Ruddy Buquet (Pikardia) |
|                            | kartki: · Henrique 25' · Dante 71' · Balotelli 85' |                | kartki: · 21' Morel · 28' Fekir · 43' Darder · 80' Gaspar |                                                                       |

| 15 października 2016 17:00 | Nancy · Diarra 55'    | 1:2(0:2)Raport | Paris Saint-Germain · 13' Lucas · 18' Cavani | Stade Marcel Picot, Tomblaine Widzów: 19 524 Sędzia: Mikael Lesage (Dolna Normandia) |
|                            | kartki: · Cuffaut 70' |                | kartki: · 84' Kimpembe                       |                                                                                      |

| 15 października 2016 20:00 | Bastia · Bifouma 45'              | 1:2(1:1)Raport | Angers SCO · 26', 56' Diedhiou | Stade Armand Cesari, Bastia Widzów: 9 303 Sędzia: Nicolas Rainville (Langwedocja-Roussillon) |
|                            | kartki: · Cioni 60' · Cahuzac 79' |                |                                |                                                                                              |

| 15 października 2016 20:00 | EA Guingamp · Privat 32' | 1:0(1:0)Raport | Lille OSC | Stade du Roudourou, Guingamp Widzów: 12 636 Sędzia: Sébastien Moreira (Franche-Comté) |
|                            | kartki: · Privat 18'     |                |           |                                                                                       |

| 15 października 2016 20:00 | Lorient · Hamel 80'                                           | 1:2(0:1)Raport | FC Nantes · 42' Bammou · 74' Gillet                             | Stade du Moustoir, Lorient Widzów: 12 458 Sędzia: Benoît Bastien (Lotaryngia) |
|                            | kartki: · Mvuemba 25' · Touré 62' · Moreira 90' · Ciani 90+3' |                | kartki: · 40' Dubois · 49' Sala · 90' Thomasson · 90+1' Kwateng |                                                                               |

| 15 października 2016 20:00 | Montpellier HSC · Ninga 2', 76' · Mounié 65' | 3:2(1:1)Raport | SM Caen · 8' Yahia · 69' Santini | Stade de la Mosson, Montpellier Widzów: 14 456 Sędzia: Saïd Ennjimi (Centre Ouest) |
|                            | kartki: · Mounié 30', 71'                    |                |                                  |                                                                                    |

| 16 października 2016 15:00 | Stade Rennes · Contento 44' (sam.) | 1:1(1:0)Raport | Girondins Bordeaux · 66' Pallois  | Roazhon Park, Rennes Widzów: 22 962 Sędzia: Benoît Millot (Île-de-France) |
|                            | kartki: · André 81'                |                | kartki: · 45' Pallois · 45' Ounas |                                                                           |

| 16 października 2016 17:00 | AS Saint-Étienne · Roux 90+4' (k.) | 1:1(0:1)Raport | Dijon FCO · 22' Lees-Melou                                                 | Stade Geoffroy-Guichard, Saint-Étienne Widzów: 25 528 Sędzia: Karim Abed (Méditerranée) |
|                            | kartki: · Théophile-Catherine 82'  |                | kartki: · 79' Bernard · 80' Tavares · 90+2' Reynet · 90+3', 90+4' Varrault |                                                                                         |

| 16 października 2016 20:45 | Olympique Marsylia · Gomis 13' | 1:0(1:0)Raport | FC Metz                               | Orange Vélodrome, Marsylia Widzów: 28 588 Sędzia: Jérôme Miguelgorry (Akwitania) |
|                            | kartki: · Diarra 90'           |                | kartki: · 42' Mandjeck · 68' Philipps |                                                                                  |

### 10. kolejka (21 października – 23 października)
| 21 października 2016 20:45 | AS Monaco · Falcao 36' (k.) · Mbappé 49' · Jemerson 64' · Germain 74' · Lemar 76' · Traoré 89' | 6:2(1:1)Raport | Montpellier HSC · 9', 61' (k.) Boudebouz | Stadion Ludwika II, Monako Widzów: 7 619 Sędzia: Amaury Delerue (Akwitania) |
|                            | kartki: · Glik 8' · Jemerson 72'                                                               |                |                                          |                                                                             |

| 22 października 2016 17:00 | Olympique Lyon · Lacazette 37' (k.) | 1:3(1:0)Raport | EA Guingamp · 46' Salibur · 52', 77' Coco      | Parc OL, Décines-Charpieu Widzów: 39 184 Sędzia: Antony Gautier (Nord-Pas-de-Calais) |
|                            | kartki: · Tolisso 67'               |                | kartki: · 36' Diallo · 53' Kerbrat · 72' Ikoko |                                                                                      |

| 22 października 2016 20:00 | Angers SCO                           | 0:0Raport | Toulouse FC                                               | Stade Jean Bouin, Angers Widzów: 11 777 Sędzia: Bartolomeu Varela (Bretania) |
|                            | kartki: · Martinez 47' · Mangani 66' |           | kartki: · 28' Sylla · 59' Durmaz · 66' Blin · 75' Bodiger |                                                                              |

| 22 października 2016 20:00 | Girondins Bordeaux · Ménez 55' | 1:1(0:0)Raport | Nancy · 74' Koura                                  | Stade Matmut-Atlantique, Bordeaux Widzów: 20 853 Sędzia: Stéphane Lannoy (Nord-Pas-de-Calais) |
|                            | kartki: · Ounas 56'            |                | kartki: · 23' Diarra · 32' Lenglet · 56' Marchetti |                                                                                               |

| 22 października 2016 20:00 | Dijon FCO · Lotiès 90+1'   | 1:0(0:0)Raport | Lorient                            | Stade Gaston Gérard, Dijon Widzów: 8 558 Sędzia: Sébastien Desiage (Rodan-Alpy) |
|                            | kartki: · Bahamboula 90+1' |                | kartki: · 45' Guendouzi · 89' Cafú |                                                                                 |

| 22 października 2016 20:00 | Lille OSC · Corchia 51' · Éder 57'             | 2:1(0:0)Raport | Bastia · 71' Diallo         | Stade Pierre-Mauroy, Villeneuve-d’Ascq Widzów: 25 932 Sędzia: Ruddy Buquet (Pikardia) |
|                            | kartki: · Civelli 76' · Éder 88' · Béria 90+3' |                | kartki: · 64' Saint-Maximin |                                                                                       |

| 22 października 2016 20:00 | FC Nantes · Sala 42'    | 1:2(1:0)Raport | Stade Rennes · 58', 75' Grosicki             | Stade de la Beaujoire, Nantes Widzów: 29 015 Sędzia: Johan Hamel (Langwedocja-Roussillon) |
|                            | kartki: · Thomasson 28' |                | kartki: · 16' Ntep · 81' Hunou · 90+1' André |                                                                                           |

| 23 października 2016 15:00 | SM Caen              | 0:2(0:0)Raport | AS Saint-Étienne · 49' Saivet · 58' Veretout | Stade Michel d’Ornano, Caen Widzów: 18 509 Sędzia: Olivier Thual (Akwitania) |
|                            | kartki: · Bessat 62' |                | kartki: · 28' Saivet                         |                                                                              |

| 23 października 2016 17:00 | FC Metz · Mandjeck 25' · Diallo 70'                          | 2:4(1:2)Raport | OGC Nice · 12', 38' (k.), 84' Pléa · 90+2' Cyprien | Stade Municipal Saint-Symphorien, Metz Widzów: 17 994 Sędzia: François Letexier (Bretania) |
|                            | kartki: · Mandjeck 54' · Sarr 65' · Cohade 73' · Jouffre 76' |                |                                                    |                                                                                            |

| 23 października 2016 20:45 | Paris Saint-Germain | 0:0Raport | Olympique Marsylia              | Parc des Princes, Paryż Widzów: 47 929 Sędzia: Clément Turpin (Burgundia) |
|                            |                     |           | kartki: · 70' Pelé · 88' Diarra |                                                                           |

### 11. kolejka (28 października – 30 października)
| 28 października 2016 20:45 | Lille OSC                          | 0:1(0:0)Raport | Paris Saint-Germain · 65' Cavani | Stade Pierre-Mauroy, Villeneuve-d’Ascq Widzów: 37 213 Sędzia: Benoît Bastien (Lotaryngia) |
|                            | kartki: · Mavuba 54' · Civelli 79' |                | kartki: · 45' Kurzawa            |                                                                                           |

| 29 października 2016 17:00 | Toulouse FC · Jullien 26'        | 1:2(1:1)Raport | Olympique Lyon · 15' (k.), 52' Lacazette                  | Stadium Municipal, Tuluza Widzów: 24 141 Sędzia: Benoît Millot (Île-de-France) |
|                            | kartki: · Sylla 32' · Durmaz 35' |                | kartki: · 43', 56' Rafael · 54' Mammana · 90+3' Lacazette |                                                                                |

| 29 października 2016 20:00 | Bastia                | 0:0Raport | Dijon FCO                 | Stade Armand Cesari, Bastia Widzów: 10 048 Sędzia: Lionel Jaffredo (Bretania) |
|                            | kartki: · Cahuzac 65' |           | kartki: · 72' Sammaritano |                                                                               |

| 29 października 2016 20:00 | EA Guingamp · de Pauw 78' | 1:0(0:0)Raport | Angers SCO                                        | Stade du Roudourou, Guingamp Widzów: 15 277 Sędzia: Sébastien Desiage (Rodan-Alpy) |
|                            | kartki: · Didot 90+3'     |                | kartki: · 44' Santamaria · 55' Sunu · 56' Manceau |                                                                                    |

| 29 października 2016 20:00 | Lorient · Touré 16' · Marveaux 24'    | 2:2(2:1)Raport | Montpellier HSC · 45+2' Camara · 69' Sanson | Stade du Moustoir, Lorient Widzów: 9 872 Sędzia: Jérôme Miguelgorry (Akwitania) |
|                            | kartki: · Barthelmé 67' · Waris 90+2' |                | kartki: · 37' Vanden Borre                  |                                                                                 |

| 29 października 2016 20:00 | Nancy · Mandanne 6' · Diarra 12'                      | 2:0(2:0)Raport | SM Caen                                             | Stade Marcel Picot, Tomblaine Widzów: 16 896 Sędzia: Tony Chapron (Rodan-Alpy) |
|                            | kartki: · Pedretti 65' · Diarra 68' · N'Guessan 90+2' |                | kartki: · 76' Yahia · 82' Rodelin · 90+2' Delaplace |                                                                                |

| 29 października 2016 20:00 | AS Saint-Étienne · Perrin 18' | 1:1(1:1)Raport | AS Monaco · 5' Glik                                         | Stade Geoffroy-Guichard, Saint-Étienne Widzów: 35 890 Sędzia: Ruddy Buquet (Pikardia) |
|                            |                               |                | kartki: · 49' Mendy · 52' Fabinho · 58' Glik · 81' Jemerson |                                                                                       |

| 30 października 2016 15:00 | OGC Nice · Cyprien 9', 65' · Balotelli 27' · Pléa 60' | 4:1(2:0)Raport | FC Nantes · 47' Sala                       | Allianz Riviera, Nicea Widzów: 24 418 Sędzia: Sébastien Moreira (Franche-Comté) |
|                            | kartki: · Cyprien 63'                                 |                | kartki: · 31' Lima · 38' Djidji · 53' Sala |                                                                                 |

| 30 października 2016 17:00 | Stade Rennes · Saïd 56' | 1:0(0:0)Raport | FC Metz                                           | Roazhon Park, Rennes Widzów: 20 874 Sędzia: Saïd Ennjimi (Centre Ouest) |
|                            |                         |                | kartki: · 11' Cohade · 13' Rivierez · 75' Falette |                                                                         |

| 30 października 2016 20:45 | Olympique Marsylia  | 0:0Raport | Girondins Bordeaux    | Orange Vélodrome, Marsylia Widzów: 57 091 Sędzia: Nicolas Rainville (Langwedocja-Roussillon) |
|                            | kartki: · Fanni 57' |           | kartki: · 39' Pallois |                                                                                              |

### 12. kolejka (4 listopada – 6 listopada)
| 4 listopada 2016 20:45 | Montpellier HSC · Boudebouz 4', 36' · Mounié 57' | 3:1(2:0)Raport | Olympique Marsylia · 52' Thauvin | Stade de la Mosson, Montpellier Widzów: 18 451 Sędzia: Antony Gautier (Nord-Pas-de-Calais) |
|                        | kartki: · Deplagne 69'                           |                | kartki: · 28' López              |                                                                                            |

| 5 listopada 2016 17:00 | AS Monaco · Falcao 25', 30' (k.) · Mbappé 65' · Carrillo 87', 90+2' · Fabinho 90' (k.) | 6:0(2:0)Raport | Nancy                | Stadion Ludwika II, Monako Widzów: 5 539 Sędzia: François Letexier (Bretania) |
|                        |                                                                                        |                | kartki: · 79' Badila |                                                                               |

| 5 listopada 2016 20:00 | Angers SCO · Diedhiou 54' | 1:0(0:0)Raport | Lille OSC | Stade Jean Bouin, Angers Widzów: 9 750 Sędzia: Clément Turpin (Burgundia) |
|                        |                           |                |           |                                                                           |

| 5 listopada 2016 20:00 | Girondins Bordeaux · Kamano 28' · Rolán 73' | 2:1(1:0)Raport | Lorient · 62' (sam.) Prior                       | Stade Matmut-Atlantique, Bordeaux Widzów: 16 332 Sędzia: Karim Abed (Méditerranée) |
|                        | kartki: · Vada 61' · Ménez 78' · Kamano 86' |                | kartki: · 54' Mara · 71' Guendouzi · 86' Mesloub |                                                                                    |

| 5 listopada 2016 20:00 | Dijon FCO · Varrault 6' · Diony 26' · Tavares 44' | 3:3(3:1)Raport | EA Guingamp · 32' Coco · 79' Mendy · 90+4' de Pauw | Stade Gaston Gérard, Dijon Widzów: 7 954 Sędzia: Stéphane Lannoy (Nord-Pas-de-Calais) |
|                        |                                                   |                | kartki: · 39' Didot                                |                                                                                       |

| 5 listopada 2016 20:00 | Olympique Lyon · Lacazette 37' (k.) · Bengtsson 86' (sam.) | 2:1(1:0)Raport | Bastia · 90+2' Crivelli                                       | Parc OL, Décines-Charpieu Widzów: 33 886 Sędzia: Frank Schneider (Alzacja) |
|                        | kartki: · Fekir 3'                                         |                | kartki: · 1' Danic · 41' Diallo · 47' Leca · 67', 74' Cahuzac |                                                                            |

| 5 listopada 2016 20:00 | FC Nantes · Stępiński 90+1'                                            | 1:1(0:1)Raport | Toulouse FC · 36' (k.) Braithwaite | Stade de la Beaujoire, Nantes Widzów: 21 138 Sędzia: Mikael Lesage (Dolna Normandia) |
|                        | kartki: · Diego Carlos 35' · Vizcarrondo 61' · Gillet 65' · Djidji 74' |                | kartki: · 73' Diop · 87' Ninkov    |                                                                                      |

| 6 listopada 2016 15:00 | SM Caen · Santini 42' (k.)            | 1:0(1:0)Raport | OGC Nice                                       | Stade Michel d’Ornano, Caen Widzów: 16 225 Sędzia: Johan Hamel (Langwedocja-Roussillon) |
|                        | kartki: · Makengo 65' · Vercoutre 79' |                | kartki: · 26' Dante · 79' Pléa · 84' Balotelli |                                                                                         |

| 6 listopada 2016 17:00 | FC Metz                              | 0:0Raport | AS Saint-Étienne                         | Stade Municipal Saint-Symphorien, Metz Widzów: 16 204 Sędzia: Bartolomeu Varela (Bretania) |
|                        | kartki: · Cohade 8' · Mandjeck 45+2' |           | kartki: · 9' M’Bengue · 35', 36' Tannane |                                                                                            |

| 6 listopada 2016 20:45 | Paris Saint-Germain · Fernandes 31' (sam.) · Cavani 43' · Rabiot 67' · Verratti 79' | 4:0(2:0)Raport | Stade Rennes                        | Parc des Princes, Paryż Widzów: 42 002 Sędzia: Amaury Delerue (Akwitania) |
|                        | kartki: · Marquinhos 61'                                                            |                | kartki: · 48' Mendes · 51' Henrique |                                                                           |

### 13. kolejka (18 listopada – 20 listopada)
| 18 listopada 2016 19:00 | Lorient | 0:3(0:0)Raport | AS Monaco · 64' Falcao · 67' Lemar · 90+3' Boschilia | Stade du Moustoir, Lorient Widzów: 9 574 Sędzia: Fredy Fautrel (Dolna Normandia) |
|                         |         |                | kartki: · 27' Jemerson                               |                                                                                  |

| 18 listopada 2016 20:45 | Lille OSC                                                   | 0:1(0:1)Raport | Olympique Lyon · 3' Cornet                       | Stade Pierre-Mauroy, Villeneuve-d’Ascq Widzów: 28 660 Sędzia: Jérôme Miguelgorry (Akwitania) |
|                         | kartki: · Sankharé 21', 55' · Corchia 26' · de Préville 46' |                | kartki: · 32' Cornet · 73' Rafael · 76' Diakhaby |                                                                                              |

| 19 listopada 2016 17:00 | Paris Saint-Germain · Di María 13' · Rodríguez 90' (k.) | 2:0(1:0)Raport | FC Nantes               | Parc des Princes, Paryż Widzów: 44 258 Sędzia: François Letexier (Bretania) |
|                         |                                                         |                | kartki: · 67' Thomasson |                                                                             |

| 19 listopada 2016 20:00 | Bastia · Skhiri 6' (sam.)        | 1:1(1:0)Raport | Montpellier HSC · 56' Mounié | Stade Armand Cesari, Bastia Widzów: 10 189 Sędzia: Sébastien Moreira (Franche-Comté) |
|                         | kartki: · Cioni 50' · Nangis 54' |                |                              |                                                                                      |

| 19 listopada 2016 20:00 | Nancy · Badila 77'  | 1:0(0:0)Raport | Dijon FCO                                    | Stade Marcel Picot, Tomblaine Widzów: 16 341 Sędzia: Olivier Thual (Akwitania) |
|                         | kartki: · Robic 31' |                | kartki: · 45+1' Lang · 54' Abeid · 61' Rüfli |                                                                                |

| 19 listopada 2016 20:00 | Stade Rennes · Sio 22'              | 1:1(1:0)Raport | Angers SCO · 82' Pépé                                          | Roazhon Park, Rennes Widzów: 23 142 Sędzia: Mikael Lesage (Dolna Normandia) |
|                         | kartki: · Gourcuff 69' · Mendes 74' |                | kartki: · 35' Andreu · 56' Manceau · 58' Thomas · 90+2' N’Doye |                                                                             |

| 19 listopada 2016 20:00 | Toulouse FC · Édouard 90+5' | 1:2(0:1)Raport | FC Metz · 35' (k.) Jouffre · 48' Mandjeck | Stadium Municipal, Tuluza Widzów: 17 746 Sędzia: Sébastien Desiage (Rodan-Alpy) |
|                         |                             |                | kartki: · 37' Falette                     |                                                                                 |

| 20 listopada 2016 15:00 | EA Guingamp · Briand 90+3'     | 1:1(0:1)Raport | Girondins Bordeaux · 22' Lewczuk | Stade du Roudourou, Guingamp Widzów: 15 381 Sędzia: Tony Chapron (Rodan-Alpy) |
|                         | kartki: · Coco 64' · Deaux 83' |                | kartki: · 5' Kamano              |                                                                               |

| 20 listopada 2016 17:00 | Olympique Marsylia · Rolando 81'    | 1:0(0:0)Raport | SM Caen               | Orange Vélodrome, Marsylia Widzów: 36 008 Sędzia: Stéphane Lannoy (Nord-Pas-de-Calais) |
|                         | kartki: · Machach 27' · Gomis 45+2' |                | kartki: · 45+2' Seube |                                                                                        |

| 20 listopada 2016 20:45 | AS Saint-Étienne                                     | 0:1(0:0)Raport | OGC Nice · 63' Eysseric  | Stade Geoffroy-Guichard, Saint-Étienne Widzów: 30 004 Sędzia: Frank Schneider (Alzacja) |
|                         | kartki: · Søderlund 34' · Lacroix 48' · Nordin 90+3' |                | kartki: · 90+4' Belhanda |                                                                                         |

### 14. kolejka (25 listopada – 27 listopada)
| 25 listopada 2016 20:45 | Stade Rennes · Gourcuff 1'                          | 1:0(1:0)Raport | Toulouse FC                                                      | Roazhon Park, Rennes Widzów: 17 016 Sędzia: Fredy Fautrel (Dolna Normandia) |
|                         | kartki: · André 38' · Henrique 90+1' · Mendes 90+3' |                | kartki: · 39' Yago · 63' Ninkov · 90+1' Jullien · 90+3' Toivonen |                                                                             |

| 26 listopada 2016 17:10 | AS Monaco · Boschilia 23' · Germain 29', 39' · Carrillo 90+1' | 4:0(3:0)Raport | Olympique Marsylia                     | Stadion Ludwika II, Monako Widzów: 14 089 Sędzia: Clément Turpin (Burgundia) |
|                         | kartki: · Boschilia 23'                                       |                | kartki: · 13' Gomis · 22' Alessandrini |                                                                              |

| 26 listopada 2016 20:00 | Girondins Bordeaux · Rolán 48' · Kamano 89', 90+3' | 3:2(0:1)Raport | Dijon FCO · 44' Abeid · 62' Tavares         | Stade Matmut-Atlantique, Bordeaux Widzów: 16 354 Sędzia: Bartolomeu Varela (Bretania) |
|                         |                                                    |                | kartki: · 64' Lees-Melou · 69' Bouka Moutou |                                                                                       |

| 26 listopada 2016 20:00 | SM Caen · Rodelin 79' | 1:1(0:0)Raport | EA Guingamp · 85' de Pauw                  | Stade Michel d’Ornano, Caen Widzów: 14 902 Sędzia: Amaury Delerue (Akwitania) |
|                         |                       |                | kartki: · 44' Sankoh · 78' Martins Pereira |                                                                               |

| 26 listopada 2016 20:00 | FC Metz · Falette 11' · Vion 75', 78' | 3:3(1:1)Raport | Lorient · 16' Waris · 54', 61' (k.) Moukandjo | Stade Municipal Saint-Symphorien, Metz Widzów: 12 657 Sędzia: Mikael Lesage (Dolna Normandia) |
|                         | kartki: · Falette 30' · Balliu 87'    |                | kartki: · 65' Mvuemba · 70' Bellugou          |                                                                                               |

| 26 listopada 2016 20:00 | Montpellier HSC                     | 0:0Raport | Nancy                                           | Stade de la Mosson, Montpellier Widzów: 9 463 Sędzia: Karim Abed (Méditerranée) |
|                         | kartki: · Lasne 70' · Sessegnon 82' |           | kartki: · 44' Diagne · 90+1' Diarra · 90+4' Dia |                                                                                 |

| 26 listopada 2016 20:00 | FC Nantes                 | 0:0Raport | Lille OSC                         | Stade de la Beaujoire, Nantes Widzów: 18 125 Sędzia: Olivier Thual (Akwitania) |
|                         | kartki: · Vizcarrondo 83' |           | kartki: · 43' Obbadi · 52' Benzia |                                                                                |

| 27 listopada 2016 15:00 | Angers SCO · Pépé 18'                              | 1:2(1:0)Raport | AS Saint-Étienne · 59' Pogba · 78' Tannane            | Stade Jean Bouin, Angers Widzów: 13 293 Sędzia: Johan Hamel (Langwedocja-Roussillon) |
|                         | kartki: · Manceau 24' · Martinez 68' · Capelle 74' |                | kartki: · 11' Dabo · 45' Lacroix · 47', 90+4' Malcuit |                                                                                      |

| 27 listopada 2016 17:00 | OGC Nice · Pléa 11' | 1:1(1:0)Raport | Bastia · 60' Crivelli                            | Allianz Riviera, Nicea Widzów: 20 856 Sędzia: Lionel Jaffredo (Bretania) |
|                         |                     |                | kartki: · 29' Bifouma · 45' Cahuzac · 77' Nangis |                                                                          |

| 27 listopada 2016 20:45 | Olympique Lyon · Valbuena 48' | 1:2(0:1)Raport | Paris Saint-Germain · 30' (k.), 81' Cavani                                               | Parc OL, Décines-Charpieu Widzów: 55 107 Sędzia: Ruddy Buquet (Pikardia) |
|                         | kartki: · Ferri 45+2'         |                | kartki: · 19' Ben Arfa · 43' Matuidi · 75' Motta · 83' Aurier · 86' Silva · 89' Verratti |                                                                          |

### 15. kolejka (29 listopada – 30 listopada)
| 29 listopada 2016 19:00 | Lille OSC · Éder 13' · Sliti 24' · de Préville 64' · Lopes 65' | 4:2(2:1)Raport | SM Caen · 31' Féret · 84' Rodelin | Stade Pierre-Mauroy, Villeneuve-d’Ascq Widzów: 23 216 Sędzia: Saïd Ennjimi (Centre Ouest) |
|                         |                                                                |                | kartki: · 74' Ben Youssef         |                                                                                           |

| 29 listopada 2016 19:00 | Lorient · Ciani 28' · Waris 46' | 2:1(1:1)Raport | Stade Rennes · 32' Sio | Stade du Moustoir, Lorient Widzów: 10 082 Sędzia: Stéphane Lannoy (Nord-Pas-de-Calais) |
|                         | kartki: · Mvuemba 21'           |                | kartki: · 89' Baal     |                                                                                        |

| 29 listopada 2016 21:00 | Dijon FCO · Sammaritano 87'             | 1:1(0:1)Raport | AS Monaco · 17' Carrillo | Stade Gaston Gérard, Dijon Widzów: 10 263 Sędzia: Tony Chapron (Rodan-Alpy) |
|                         | kartki: · Rivière 20' · Sammaritano 85' |                |                          |                                                                             |

| 30 listopada 2016 19:00 | Bastia · Bifouma 49'                         | 1:1(0:0)Raport | Girondins Bordeaux · 77' Laborde                         | Stade Armand Cesari, Bastia Widzów: 11 421 Sędzia: Sébastien Desiage (Rodan-Alpy) |
|                         | kartki: · Danic 40' · Leca 81' · Marange 82' |                | kartki: · 3' Thelin · 34' Kamano · 81' Ménez · 83' Ounas |                                                                                   |

| 30 listopada 2016 19:00 | EA Guingamp                        | 0:1(0:1)Raport | OGC Nice · 5' Belhanda | Stade du Roudourou, Guingamp Widzów: 14 680 Sędzia: Benoît Millot (Île-de-France) |
|                         | kartki: · Kerbrat 66' · Diallo 90' |                | kartki: · 51' Belhanda |                                                                                   |

| 30 listopada 2016 19:00 | Nancy · Pedretti 38' · Cuffaut 79' · Dia 80' · Aït Bennasser 90+3'                | 4:0(1:0)Raport | FC Metz                                                    | Stade Marcel Picot, Tomblaine Widzów: 19 085 Sędzia: Jérôme Miguelgorry (Akwitania) |
|                         | kartki: · Puyo 31' · Pedretti 33' · Dia 47' · Marchetti 53' · Aït Bennasser 90+4' |                | kartki: · 19', 83' Assou-Ekotto · 74' Biševac · 87' Balliu |                                                                                     |

| 30 listopada 2016 19:00 | FC Nantes                 | 0:6(0:3)Raport | Olympique Lyon · 16' Tolisso · 39' (k.) Lacazette · 42' Gonalons · 60' Valbuena · 75' Diakhaby · 81' Fekir | Stade de la Beaujoire, Nantes Widzów: 18 964 Sędzia: Clément Turpin (Burgundia) |
|                         | kartki: · Vizcarrondo 39' |                | kartki: · 67' Gonalons                                                                                     |                                                                                 |

| 30 listopada 2016 19:00 | AS Saint-Étienne | 0:0Raport | Olympique Marsylia  | Stade Geoffroy-Guichard, Saint-Étienne Widzów: 25 331 Sędzia: Benoît Bastien (Lotaryngia) |
|                         |                  |           | kartki: · 64' Fanni |                                                                                           |

| 30 listopada 2016 19:00 | Toulouse FC · Sylla 19'            | 1:0(1:0)Raport | Montpellier HSC                                    | Stadium Municipal, Tuluza Widzów: 13 753 Sędzia: Amaury Delerue (Akwitania) |
|                         | kartki: · Sangaré 70' · Lafont 72' |                | kartki: · 32' Roussillon · 61' Rémy · 90+2' Sanson |                                                                             |

| 30 listopada 2016 21:00 | Paris Saint-Germain · Silva 34' · Cavani 66' (k.) | 2:0(1:0)Raport | Angers SCO             | Parc des Princes, Paryż Widzów: 40 597 Sędzia: Frank Schneider (Alzacja) |
|                         | kartki: · Cavani 67' · Krychowiak 84'             |                | kartki: · 80' Diedhiou |                                                                          |

### 16. kolejka (2 grudnia – 4 grudnia, 5 kwietnia 2017)
| 2 grudnia 2016 20:45 | SM Caen · Santini 24', 37' · Karamoh 43'                        | 3:3(3:1)Raport | Dijon FCO · 26' Lees-Melou · 59' Diony · 81' (sam.) Bessat | Stade Michel d’Ornano, Caen Widzów: 13 243 Sędzia: Sébastien Moreira (Franche-Comté) |
|                      | kartki: · Rodelin 28' · Yahia 48' · Santini 59' · Delaplace 77' |                | kartki: · 29', 31' Bouka Moutou · 51' Rüfli · 56' Abeid    |                                                                                      |

| 3 grudnia 2016 17:00 | Montpellier HSC · Lasne 42' · Skhiri 48' · Boudebouz 80' | 3:0(1:0)Raport | Paris Saint-Germain               | Stade de la Mosson, Montpellier Widzów: 17 132 Sędzia: Bartolomeu Varela (Bretania) |
|                      |                                                          |                | kartki: · 18' Nkunku · 58' Cavani |                                                                                     |

| 3 grudnia 2016 20:00 | Angers SCO · Diedhiou 26' (k.) · N’Doye 58' | 2:2(1:1)Raport | Lorient · 23' Marveaux · 66' Waris | Stade Jean Bouin, Angers Widzów: 9 142 Sędzia: Olivier Thual (Akwitania) |
|                      |                                             |                | kartki: · 25' Le Goff              |                                                                          |

| 3 grudnia 2016 20:00 | Girondins Bordeaux                 | 0:1(0:1)Raport | Lille OSC · 44' de Préville                          | Stade Matmut-Atlantique, Bordeaux Widzów: 19 250 Sędzia: Ruddy Buquet (Pikardia) |
|                      | kartki: · Laborde 32' · Sertic 61' |                | kartki: · 33' Amadou · 73' Soumaoro · 90+1' Palmieri |                                                                                  |

| 3 grudnia 2016 20:00 | EA Guingamp · Briand 22' · Salibur 63' | 2:0(1:0)Raport | FC Nantes                                        | Stade du Roudourou, Guingamp Widzów: 12 643 Sędzia: Johan Hamel (Langwedocja-Roussillon) |
|                      |                                        |                | kartki: · 34' Bammou · 71' Thomasson · 90' Harit |                                                                                          |

| 3 grudnia 2016 20:00 | FC Metz | Raport | Olympique Lyon | Stade Municipal Saint-Symphorien, Metz Widzów: 18 276 Sędzia: Lionel Jaffredo (Bretania) |
|                      |         |        |                |                                                                                          |

| 3 grudnia 2016 20:00 | AS Monaco · Mbappé 10' · Lemar 66' · Falcao 68', 73' · Carrillo 79' | 5:0(1:0)Raport | Bastia                                         | Stadion Ludwika II, Monako Widzów: 7 019 Sędzia: Benoît Millot (Île-de-France) |
|                      | kartki: · Fabinho 17' · Jemerson 21' · Mbappé 69'                   |                | kartki: · 23' Cioni · 38' Danic · 81' Crivelli |                                                                                |

| 4 grudnia 2016 15:00 | Stade Rennes · Ntep 54' · Grosicki 90+2'      | 2:0(0:0)Raport | AS Saint-Étienne                    | Roazhon Park, Rennes Widzów: 19 618 Sędzia: Amaury Delerue (Akwitania) |
|                      | kartki: · Fernandes 51' · André 65' · Sio 73' |                | kartki: · 57' Veretout · 83' Selnæs |                                                                        |

| 4 grudnia 2016 17:00 | Olympique Marsylia · Thauvin 46' · Gomis 80' · N’Jie 90+3' | 3:0(0:0)Raport | Nancy                               | Orange Vélodrome, Marsylia Widzów: 27 854 Sędzia: François Letexier (Bretania) |
|                      | kartki: · Sarr 90+1'                                       |                | kartki: · 24' Badila · 82' Pedretti |                                                                                |

| 4 grudnia 2016 20:45 | OGC Nice · Pléa 23' · Belhanda 26' · Seri 65' | 3:0(2:0)Raport | Toulouse FC                      | Allianz Riviera, Nicea Widzów: 16 835 Sędzia: Mikael Lesage (Dolna Normandia) |
|                      |                                               |                | kartki: · 53' Yago · 71' Bodiger |                                                                               |

| 5 kwietnia 2017 19:00 | FC Metz                                           | 0:3(0:0)Raport | Olympique Lyon · 59' Lacazette · 87' Ferri · 90+1' Tolisso | Stade Municipal Saint-Symphorien, Metz Widzów: bez publiczności Sędzia: Ruddy Buquet (Pikardia) |
|                       | kartki: · Mollet 4' · Philipps 36' · Mandjeck 76' |                | kartki: · 56' Diakhaby                                     |                                                                                                 |

### 17. kolejka (10 grudnia – 11 grudnia, 18 stycznia)
| 10 grudnia 2016 14:30 | Dijon FCO · Abeid 78' | 1:2(0:1)Raport | Olympique Marsylia · 6' López · 87' Gomis | Stade Gaston Gérard, Dijon Widzów: 10 542 Sędzia: Jérôme Miguelgorry (Akwitania) |
|                       | kartki: · Lang 36'    |                | kartki: · 75' Hubočan · 77' Vainqueur     |                                                                                  |

| 10 grudnia 2016 17:00 | Girondins Bordeaux                                           | 0:4(0:2)Raport | AS Monaco · 2' Sidibé · 5', 50', 64' (k.) Falcao | Stade Matmut-Atlantique, Bordeaux Widzów: 38 803 Sędzia: Benoît Bastien (Lotaryngia) |
|                       | kartki: · Laborde 51' · Pallois 62' · Plašil 63' · Ounas 68' |                | kartki: · 84' Mendy                              |                                                                                      |

| 10 grudnia 2016 20:00 | Bastia · Danic 23' · Saint-Maximin 75' | 2:0(1:0)Raport | FC Metz                            | Stade Armand Cesari, Bastia Widzów: 9 882 Sędzia: Olivier Thual (Akwitania) |
|                       | kartki: · Coulibaly 22' · Danic 83'    |                | kartki: · 45' Cohade · 52' Nguette |                                                                             |

| 10 grudnia 2016 20:00 | Lille OSC · de Préville 5' · Sankharé 38' | 2:1(2:0)Raport | Montpellier HSC · 81' Mounié | Stade Pierre-Mauroy, Villeneuve-d’Ascq Widzów: 27 391 Sędzia: Tony Chapron (Rodan-Alpy) |
|                       | kartki: · Enyeama 90+4'                   |                | kartki: · 18' Mounié         |                                                                                         |

| 10 grudnia 2016 20:00 | Nancy · Dia 29' · Puyo 63' | 2:0(1:0)Raport | Angers SCO         | Stade Marcel Picot, Tomblaine Widzów: 17 205 Sędzia: Sébastien Desiage (Rodan-Alpy) |
|                       | kartki: · Marchetti 78'    |                | kartki: · 90' Pépé |                                                                                     |

| 10 grudnia 2016 20:00 | Toulouse FC · Toivonen 8', 20', 60'      | 3:2(2:1)Raport | Lorient · 27' Moukandjo · 89' Waris | Stadium Municipal, Tuluza Widzów: 14 288 Sędzia: Karim Abed (Méditerranée) |
|                       | kartki: · Braithwaite 83' · Durmaz 90+3' |                |                                     |                                                                            |

| 11 grudnia 2016 15:00 | Olympique Lyon · Valbuena 28'                         | 1:0(1:0)Raport | Stade Rennes             | Parc OL, Décines-Charpieu Widzów: 33 901 Sędzia: Benoît Millot (Île-de-France) |
|                       | kartki: · Rafael 43' · Yanga-Mbiwa 52' · Darder 90+3' |                | kartki: · 74' Bensebaini |                                                                                |

| 11 grudnia 2016 17:00 | AS Saint-Étienne · Hamouma 25' | 1:0(1:0)Raport | EA Guingamp                       | Stade Geoffroy-Guichard, Saint-Étienne Widzów: 23 862 Sędzia: Stéphane Lannoy (Nord-Pas-de-Calais) |
|                       |                                |                | kartki: · 40' Marçal · 72' Diallo | |

| 11 grudnia 2016 20:45 | Paris Saint-Germain · Cavani 46', 59' | 2:2(0:2)Raport | OGC Nice · 32' Cyprien · 45+3' Pléa                 | Parc des Princes, Paryż Widzów: 47 665 Sędzia: Clément Turpin (Burgundia) |
|                       | kartki: · Kurzawa 41' · Motta 77'     |                | kartki: · 11' Sarr · 83' Balotelli · 90+2' Belhanda |                                                                           |

| 18 stycznia 2017 20:00 | FC Nantes · Sala 65'             | 1:0(0:0)Raport | SM Caen                                | Stade de la Beaujoire, Nantes Widzów: 17 818 Sędzia: Jérôme Miguelgorry (Akwitania) |
|                        | kartki: · Djidji 22' · Harit 32' |                | kartki: · 35' Santini · 70' Malbranque |                                                                                     |

### 18. kolejka (16 grudnia – 18 grudnia)
| 16 grudnia 2016 20:45 | Angers SCO           | 0:2(0:1)Raport | FC Nantes · 19' Gillet · 48' Harit                    | Stade Jean Bouin, Angers Widzów: 12 859 Sędzia: Amaury Delerue (Akwitania) |
|                       | kartki: · N’Doye 29' |                | kartki: · 24' Vizcarrondo · 55' Iloki · 62' Stępiński |                                                                            |

| 17 grudnia 2016 17:00 | EA Guingamp · Salibur 66' · de Pauw 70' | 2:1(0:0)Raport | Paris Saint-Germain · 80' Cavani | Stade du Roudourou, Guingamp Widzów: 18 033 Sędzia: Fredy Fautrel (Dolna Normandia) |
|                       |                                         |                |                                  |                                                                                     |

| 17 grudnia 2016 20:00 | Lorient · Philippoteaux 40' · Cabot 90'                            | 2:1(1:0)Raport | AS Saint-Étienne · 90+1' Pajot                           | Stade du Moustoir, Lorient Widzów: 11 581 Sędzia: Mikael Lesage (Dolna Normandia) |
|                       | kartki: · Philippoteaux 16' · Lautoa 67' · Le Goff 73' · Ciani 76' |                | kartki: · 10' Moulin · 47' M’Bengue · 79' Pierre-Gabriel |                                                                                   |

| 17 grudnia 2016 20:00 | Montpellier HSC · Lasne 13' · Sessegnon 20' · Mounié 84' · Sylla 90+2' | 4:0(2:0)Raport | Girondins Bordeaux                             | Stade de la Mosson, Montpellier Widzów: 9 841 Sędzia: Frank Schneider (Alzacja) |
|                       | kartki: · Deplagne 56' · Sessegnon 66'                                 |                | kartki: · 19' Lewczuk · 38' Ménez · 66' Sertic |                                                                                 |

| 17 grudnia 2016 20:00 | Stade Rennes · Sio 71'  | 1:2(0:0)Raport | Bastia · 59' Crivelli · 63' Danic | Roazhon Park, Rennes Widzów: 22 637 Sędzia: Clément Turpin (Burgundia) |
|                       | kartki: · Fernandes 45' |                |                                   |                                                                        |

| 17 grudnia 2016 20:00 | Toulouse FC · Jullien 85' | 1:1(0:1)Raport | Nancy · 33' Aït Bennasser                            | Stadium Municipal, Tuluza Widzów: 15 061 Sędzia: Bartolomeu Varela (Bretania) |
|                       | kartki: · Toivonen 73'    |                | kartki: · 12' Guidileye · 53' Cuffaut · 77' Muratori |                                                                               |

| 18 grudnia 2016 14:30 | SM Caen · Karamoh 20' · Santini 61' · Sané 90+3' | 3:0(1:0)Raport | FC Metz                                                         | Stade Michel d’Ornano, Caen Widzów: 16 849 Sędzia: François Letexier (Bretania) |
|                       | kartki: · Santini 53' · Karamoh 83'              |                | kartki: · 48' Mandjeck · 53' Rivierez · 57' Biševac · 89' Milán |                                                                                 |

| 18 grudnia 2016 15:00 | OGC Nice · Balotelli 32' (k.), 50' | 2:1(1:1)Raport | Dijon FCO · 37' (k.) Tavares                                      | Allianz Riviera, Nicea Widzów: 29 229 Sędzia: Benoît Millot (Île-de-France) |
|                       | kartki: · Souquet 36'              |                | kartki: · 31' Abdelhamid · 41' Rüfli · 84' Gastien · 88' Varrault |                                                                             |

| 18 grudnia 2016 17:00 | Olympique Marsylia · Gomis 56' · Thauvin 60' | 2:0(0:0)Raport | Lille OSC | Orange Vélodrome, Marsylia Widzów: 34 697 Sędzia: Benoît Bastien (Lotaryngia) |
|                       |                                              |                |           |                                                                               |

| 18 grudnia 2016 20:45 | AS Monaco · Bakayoko 70'                                              | 1:3(0:1)Raport | Olympique Lyon · 29' Ghezzal · 65' Valbuena · 87' Lacazette | Stadion Ludwika II, Monako Widzów: 13 129 Sędzia: Ruddy Buquet (Pikardia) |
|                       | kartki: · Sidibé 26' · Mendy 38' · Silva 52' · Fabinho 53' · Glik 56' |                | kartki: · 42' Yanga-Mbiwa · 74' Valbuena                    |                                                                           |

### 19. kolejka (21 grudnia)
| 21 grudnia 2016 20:50 | Bastia · Djiku 83'  | 1:2(0:1)Raport | Olympique Marsylia · 8' Gomis · 90+1' N’Jie     | Stade Armand Cesari, Bastia Widzów: 12 558 Sędzia: Benoît Millot (Île-de-France) |
|                       | kartki: · Cioni 61' |                | kartki: · 30' Gomis · 75' Vainqueur · 77' López |                                                                                  |

| 21 grudnia 2016 20:50 | Girondins Bordeaux                 | 0:0Raport | OGC Nice                                                                    | Stade Matmut-Atlantique, Bordeaux Widzów: 27 614 Sędzia: Mikael Lesage (Dolna Normandia) |
|                       | kartki: · Toulalan 30' · Rolán 36' |           | kartki: · 23' Le Marchand · 80' Koziello · 90+2' Balotelli · 90+3' Belhanda |                                                                                          |

| 21 grudnia 2016 20:50 | Dijon FCO · Tavares 50' (k.) · Lees-Melou 52' | 2:0(0:0)Raport | Toulouse FC                                                     | Stade Gaston Gérard, Dijon Widzów: 8 634 Sędzia: François Letexier (Bretania) |
|                       | kartki: · Rüfli 35' · Gastien 57'             |                | kartki: · 49' Yago · 69' Jullien · 84' Akpa-Akpro · 89' Somalia |                                                                               |

| 21 grudnia 2016 20:50 | Lille OSC · Éder 89' | 1:1(0:1)Raport | Stade Rennes · 22' Ntep | Stade Pierre-Mauroy, Villeneuve-d’Ascq Widzów: 26 181 Sędzia: Jérôme Miguelgorry (Akwitania) |
|                       | kartki: · Lopes 87'  |                | kartki: · 80' Mexer     |                                                                                              |

| 21 grudnia 2016 20:50 | Olympique Lyon · Lacazette 9' · Fekir 84' | 2:0(1:0)Raport | Angers SCO                            | Parc OL, Décines-Charpieu Widzów: 32 098 Sędzia: Frank Schneider (Alzacja) |
|                       |                                           |                | kartki: · 34' Diedhiou · 77' Pavlović |                                                                            |

| 21 grudnia 2016 20:50 | FC Metz · Nguette 12' · Hein 90+2' | 2:2(1:0)Raport | EA Guingamp · 49', 74' Briand | Stade Municipal Saint-Symphorien, Metz Widzów: 14 091 Sędzia: Sébastien Desiage (Rodan-Alpy) |
|                       | kartki: · Cohade 45' · Vion 83'    |                | kartki: · 65' Salibur         |                                                                                              |

| 21 grudnia 2016 20:50 | AS Monaco · Falcao 48' (k.) · Bakayoko 76'   | 2:1(0:0)Raport | SM Caen · 90+4' Bazile     | Stadion Ludwika II, Monako Widzów: 4 319 Sędzia: Bartolomeu Varela (Bretania) |
|                       | kartki: · Falcao 40' · Mbappé 56' · Glik 65' |                | kartki: · 2', 51' Da Silva |                                                                               |

| 21 grudnia 2016 20:50 | FC Nantes · Lima 12' (k.)               | 1:0(1:0)Raport | Montpellier HSC | Stade de la Beaujoire, Nantes Widzów: 22 108 Sędzia: Karim Abed (Méditerranée) |
|                       | kartki: · Djidji 54' · Diego Carlos 88' |                |                 |                                                                                |

| 21 grudnia 2016 20:50 | Paris Saint-Germain · Meunier 25' · Touré 44' (sam.) · Silva 50' · Cavani 63' (k.) · Lucas 70' | 5:0(2:0)Raport | Lorient                 | Parc des Princes, Paryż Widzów: 44 844 Sędzia: Johan Hamel (Langwedocja-Roussillon) |
|                       |                                                                                                |                | kartki: · 62' Delecroix |                                                                                     |

| 21 grudnia 2016 20:50 | AS Saint-Étienne      | 0:0Raport | Nancy                               | Stade Geoffroy-Guichard, Saint-Étienne Widzów: 26 621 Sędzia: Olivier Thual (Akwitania) |
|                       | kartki: · Lacroix 35' |           | kartki: · 22' Mandanne · 60' Cabaco |                                                                                         |

## Tabela rundy jesiennej
| Lp. | Drużyna             | M  | Z  | R | P  | Bramki | Bramki | Różn. | Pkt | Uwagi                                         | Bezpośrednio |
| --- | ------------------- | -- | -- | - | -- | ------ | ------ | ----- | --- | --------------------------------------------- | ------------ |
| 1   | OGC Nice            | 19 | 13 | 5 | 1  | 34     | 13     | +21   | 44  | Liga Mistrzów UEFA • Faza grupowa             |              |
| 2   | AS Monaco           | 19 | 13 | 3 | 3  | 56     | 20     | +36   | 42  | Liga Mistrzów UEFA • Faza grupowa             |              |
| 3   | Paris Saint-Germain | 19 | 12 | 3 | 4  | 38     | 15     | +23   | 39  | Liga Mistrzów UEFA • III runda kwalifikacyjna |              |
| 4   | Olympique Lyon      | 19 | 12 | 1 | 6  | 37     | 19     | +18   | 37  | Liga Europy UEFA • III runda kwalifikacyjna   |              |
| 5   | EA Guingamp         | 19 | 8  | 6 | 5  | 25     | 19     | +6    | 30  |                                               |              |
| 6   | Olympique Marsylia  | 19 | 8  | 6 | 5  | 22     | 19     | +3    | 30  |                                               |              |
| 7   | Stade Rennes        | 19 | 8  | 4 | 7  | 20     | 23     | −3    | 28  |                                               |              |
| 8   | AS Saint-Étienne    | 19 | 6  | 8 | 5  | 18     | 16     | +2    | 26  |                                               |              |
| 9   | Toulouse FC         | 19 | 7  | 5 | 7  | 22     | 21     | +1    | 26  |                                               |              |
| 10  | Girondins Bordeaux  | 19 | 6  | 7 | 6  | 20     | 26     | −6    | 25  |                                               |              |
| 11  | Montpellier HSC     | 19 | 5  | 7 | 7  | 28     | 31     | −3    | 22  |                                               |              |
| 12  | FC Nantes           | 19 | 6  | 4 | 9  | 13     | 26     | −13   | 22  |                                               |              |
| 13  | Lille OSC           | 19 | 6  | 3 | 10 | 18     | 25     | −7    | 21  |                                               |              |
| 14  | Nancy               | 19 | 5  | 6 | 8  | 15     | 23     | −8    | 21  |                                               |              |
| 15  | Bastia              | 19 | 5  | 5 | 9  | 17     | 23     | −6    | 20  |                                               |              |
| 16  | Dijon FCO           | 19 | 4  | 7 | 8  | 26     | 29     | −3    | 19  |                                               |              |
| 17  | Angers SCO          | 19 | 5  | 4 | 10 | 15     | 24     | −9    | 19  |                                               |              |
| 18  | FC Metz             | 19 | 5  | 4 | 10 | 18     | 39     | −21   | 19  |                                               |              |
| 19  | SM Caen             | 19 | 5  | 3 | 11 | 20     | 33     | −13   | 18  | Spadek do 2017/2018 Ligue 2                   |              |
| 20  | Lorient             | 19 | 4  | 3 | 12 | 20     | 38     | −18   | 15  | Spadek do 2017/2018 Ligue 2                   |              |